# Манастир Коморане
Манастир Коморане је манастир који припада Епархији крушевачкој, у оквиру Српске православне цркве и који се помиње од 16. века

## Историја
Подигнут је на темељима старог манастира из 16. века. По предању, храм посвећен Светом Николи се на овом месту налазио од 14. века. Манастир одликује веома богата црквена библиотека. 2012. године, Манастир Светог Николе у Коморану постао је женски манастир
У оквиру манастирске порте налази се и најстарија школа овог краја која датира из 1821. године и која данас носи име Брана Павловић. Њено седиште је 1847. године премештено у Коњух
Више од деценије, у манастирској порти се 19. августа одржава манифестација "Дани преображења"